# Ежевский, Александр Александрович
Алекса́ндр Алекса́ндрович Еже́вский (21 октября [3 ноября] 1915, Тулун, Иркутская губерния, Российская империя — 15 января 2017, Москва, Российская Федерация) — советский государственный деятель, министр тракторного и сельскохозяйственного машиностроения (сельскохозяйственного и тракторного машиностроения) СССР (1980—1988). Герой Социалистического Труда (1985), Заслуженный машиностроитель Российской Федерации (2001).

## Биография
Родился в семье рабочего.

### О малой родине
Александр Витковский приводит рассказ А. А. Ежевского:

«Ещё в позапрошлом веке волею судьбы в Сибири оказался мой дед. Его сослали за участие в польском восстании 1863—1864 годов. В Усть-Илимске появился на свет мой отец — Александр Викторович Ежевский, а вот мать, Луиза Христиановна, родом из Эстонии. В Прибайкалье она приехала до революции на заработки и устроилась гувернанткой. Ну, а я родился в Тулуне — „кожаном мешке“ — именно так переводится с бурятского „Тулам“ название города, расположенного в изгибе реки, охватывающей его, как мешок. Когда мне было два года, наша семья переехала в Хайту под городом Усолье-Сибирское, затем в Иркутск».

### В 1930-е годы
После окончания семилетки в 1930 году, «был принят учеником токаря в бригаду отца на крупнейший в Иркутске машиностроительный завод имени В. В. Куйбышева».
Ежевский в том же рассказе А. Витковского:

«Я быстро освоил специальность токаря по металлу, получил 6-й разряд и вскоре стал мастером механического цеха, — рассказывает Александр Александрович. — Параллельно с работой получил среднее образование — окончил вечерний рабфак при Иркутском государственном университете. Завод имени В. В. Куйбышева в то время выпускал драги — мощные машины для добычи россыпного золота. Поскольку к их производству я имел непосредственное отношение, то решил продолжить образование именно в этой области и поступил в Иркутский горно-металлургический институт. Когда окончил 1-й курс, в Иркутском сельскохозяйственном институте открылся факультет механизации, где готовили инженеров-механиков. Многие студенты, в том числе и я, решили перевестись на 2-й курс в этот ВУЗ».

В 1939 году он стал одним из первых выпускников по специальности инженер-механик и на «отлично» защитил дипломный проект:

«Свой диплом я готовил на Челябинском тракторном заводе (ЧТЗ), продолжает А. А. Ежевский. — У меня была очень интересная тема — „Форсирование дизель-мотора“ для трактора „Сталинец-65“ (С-65). Любопытно, что ещё в 1937 году этот мощный советский дизельный трактор получил Гран-при на Всемирной выставке в Париже, а в годы моей учёбы велось его серийное производство».

### Военное время
Ещё во время учёбы в Иркутском сельскохозяйственном институте А. А. Ежевского заметили на кафедре тракторов и автомобилей, где он работал сначала лаборантом, потом ассистентом. Способного специалиста оставили на преподавательской работе.
После начала Великой Отечественной войны по словам О. Нестеровой, обозревателя «Труда», Ежевский «рвался на фронт — отказали. Как высококлассному специалисту (инженер-механик с красным дипломом) выдали бронь — ковать победу в тылу»:

«С июля по декабрь 1941-го в Сибирь и на Урал было эвакуировано 2,9 тысячи предприятий, — рассказывает Александр Александрович. — Некоторые начинали работать в считанные дни. Например, Челябинский тракторный завод за 56 дней поставил на производство танк Т-34. Сейчас на это нужны годы. Война мобилизовала людей».

Был назначен главным инженером Иркутского авторемонтного завода, на котором осуществлялась сборка автомобилей для фронта. В беседе с О. Нестеровой он вспоминает:

«Например, американские студебекеры — трёхосные грузовики — поступали к нам по ленд-лизу в деталях. Сборка тягачей велась на конвейере. Потом мы делали к ним свою платформу, на которую устанавливали катюши, и отправляли на фронт. На заводе работали женщины и подростки 14—15 лет, процентов на 70. Бывало, сутками не уходили из цеха. Питание скудное. А мужики воевали. Как известно, сибирская дивизия генерала Белобородова помогла отстоять Москву. Фрицы зимой мёрзли, а сибирякам 30-градусный мороз нипочём».

### Трудовая деятельность
- 1939—1942 гг. — лаборант, ассистент, старший преподаватель Иркутского сельскохозяйственного института,
- 1942—1943 гг. — начальник ремонтно-механических мастерских строительства № 12,
- 1943—1945 гг. — начальник производства Иркутского авторемонтного завода,
- 1945—1947 гг. — главный инженер Иркутского автосборочного завода,
- 1947—1951 гг. — директор Иркутского автосборочного завода,
- 1951—1953 гг. — директор Алтайского тракторного завода,
- 1953—1954 гг. — директор Ростовского завода сельскохозяйственного машиностроения «Ростсельмаш»,
- 1954—1955 гг. — заместитель министра автомобильного, тракторного и сельскохозяйственного машиностроения СССР,
- 1955—1956 гг. — заместитель, в 1956—1957 — первый заместитель министра тракторного и сельскохозяйственного машиностроения СССР,
- 1957—1962 гг. — заместитель начальника, начальник отдела автомобильного, тракторного и сельскохозяйственного машиностроения Госплана СССР,
- 1962—1978 гг. — начальник Всесоюзного объединения «Союзсельхозтехника». Под его руководством построены и реконструированы республиканские и областные торговые базы, 536 ремонтных заводов, 1100 станций технического обслуживания автомобилей, 1000 станций обслуживания животноводческих ферм, мастерские общего назначения, механизированные отряды, автобазы, практиковался класс обучения механизированных отрядов,
- 1978—1980 гг. — председатель Государственного комитета СССР по производственно-техническому обеспечению сельского хозяйства,
- 1980—1987 гг. — министр тракторного и сельскохозяйственного машиностроения СССР. За эти годы были реконструированы многие промышленные предприятия, налажено производство сотен новых машин, решены многие социальные вопросы. Именно в это время на конвейер поставлен комбайн «Дон-1500»,
- 1987—1988 гг. — министр сельскохозяйственного и тракторного машиностроения СССР.

Член ВКП(б) с 1945 года. Член ЦК КПСС в 1971—1989 годах (кандидат в 1966—1971 годах). Депутат Совета Союза Верховного Совета СССР 7—11 созывов от Павлодарской области.
С октября 1988 года — персональный пенсионер союзного значения.
Негласный владелец промышленного союза «Новое Содружество» и ООО «КЗ» Ростсельмаш" с 1992 года.
С 2004 года — главный научный сотрудник Всероссийского научно-исследовательского технологического института ремонта и эксплуатации машинно-тракторного парка (ГОСНИТИ).

## Семья
- Отец — Александр Викторович Ежевский;
- Мать — Луиза Христиановна Ежевская;
- Сестры — Елена и Розалия;
- Жена — Вера Ивановна Ежевская (1919—2006);
- Дочь — Маргарита Александровна;
- Сын — Виктор Александрович Ежевский;
- Невестка — Татьяна Эриковна Ежевская (мать Антона Эдуардовича Вайно).

## Смерть и похороны
Скончался 15 января на 102-м году жизни. Похоронен на Новодевичьем кладбище (участок 9).

## Награды и звания
- Герой Социалистического Труда (Указ Президиума Верховного Совета СССР от 1 ноября 1985 года, орден Ленина и золотая медаль «Серп и Молот») — за большие заслуги перед Советским государством в развитии тракторного сельскохозяйственного машиностроения и в связи с семидесятилетием со дня рождения
- Орден «За заслуги перед Отечеством» II степени (16 июля 2015 года) — за достигнутые трудовые успехи, активную общественную деятельность и многолетнюю добросовестную работу[8]
- Орден «За заслуги перед Отечеством» IV степени (22 июля 1995 года) — за заслуги перед государством, успехи, достигнутые в труде, большой вклад в укрепление дружбы и сотрудничества между народами[9]
- Четыре ордена Ленина (2 ноября 1965 года, 27 августа 1971 года, 31 октября 1975 года, 1 ноября 1985 года)
- Два ордена Трудового Красного Знамени
- Заслуженный машиностроитель Российской Федерации (18 июня 2001 года) — за заслуги в области машиностроения и многолетний добросовестный труд[10]
- Орден «За заслуги перед Чувашской Республикой» (28 октября 2015 года) — за большой вклад в развитие промышленности Чувашской Республики[11]
- Знак отличия «За заслуги перед Иркутской областью» (2007 год)[12]
- Знак общественного поощрения «75 лет Иркутской области» (2012 год)[13]
- Почётная грамота Президента Российской Федерации (18 декабря 2010 года) — за достигнутые трудовые успехи, многолетнюю добросовестную работу и активную общественную деятельность[14]
- Почётная грамота Правительства Российской Федерации (1 ноября 2005 года) — за многолетнюю плодотворную работу по развитию агропромышленного комплекса страны и в связи с 90-летием со дня рождения[15]
- Почётная грамота Правительства Российской Федерации (26 октября 2000 года) — за большой личный вклад в развитие отечественного тракторного и сельскохозяйственного машиностроения и в связи с 85-летием со дня рождения[16]
- Почётный академик Россельхозакадемии (РАСХН).
- Почётный гражданин Иркутской области (2015)[17].
- Почётный гражданин города Русе (Болгария).
- Почётный профессор Московского государственного машиностроительного университета (МАМИ)[18].

## Увековечивание памяти
- Имя А. А. Ежевского прижизненно (в 2014 году) присвоено Иркутскому государственному аграрному университету[19].
- Ассоциацией «Росспецмаш» учреждёна Национальная премия имени А. А. Ежевского. Премия присуждается студентам 2-4 курсов очной формы обучения факультетов, связанных с конструированием машин для российского сельского хозяйства[20].